# 中島康晴
中島 康晴（なかじま やすはる、1984年12月27日 - ）は、福井県越前市生まれの自転車競技選手（キナンサイクリングチーム所属）である。

## 人物
- 国民体育大会ロードレースを2連覇[1]、アジアツアー最高クラス・HCクラスでのステージ優勝経験を持つ。2015年にはアジアツアーのステージレース個人総合2連覇の偉業を達成。
- 眼鏡好きで「チャリとメガネで日本の素晴らしさを世界に伝えます」がモットー。
- 福井県越前市の「市民奨励賞」を受賞。越前市ふるさと大使である。
- 道徳の教本である〝こころのノート小学1.2年生用　福井県版〟の「夢を持つって楽しいよ」のページで紹介され、2012年から同県内100校以上に道徳の授業で訪問している。
- 趣味は旅行。鉄道好きである。

## 経歴

### 福井県立科学技術高校時代
- 福井県立科学技術高等学校在学時に本格的に自転車競技を始める。
- 2002年、茨城総体ロードレース準優勝。ツールド東北第2ステージ、JOCジュニアオリンピックカップポイントレースなどで勝利を挙げ、鹿屋体育大学に進学。同級生には競輪選手の伊原弘幸がいる。

### 国立鹿屋体育大学時代
- 2006年、インカレロードレースで優勝、ツールド北海道U23賞を獲得。卒業後プロ入り。同級生には競輪選手の前田義和がいる。

### 梅丹本舗・GDR（エキップアサダ）時代
- 2009年、9月に新潟国体ロードレースで福井県代表として勝利。さらに11月には第1回熊本国際ロードで優勝した。エキップアサダのチーム活動休止に伴い、チームNIPPOに移籍。

### チームNIPPO時代
- 2010年千葉国体ロードレース福井県代表で2連覇を達成。
- 2005～2007年・2009～2012年大会を井上和郎と福井県代表チームで出場。この2人でチームを組んだ7回のうち6回優勝し最強タッグと言われた。（井上選手4回（2005～2007及び2012年）の４回優勝。中島２回（2009~2010年））

### 愛三工業レーシングチーム時代
- 2011年
  - ツール ド シンカラ第4ステージ優勝（インドネシア）
  - ツアー オブ ハイナン第2ステージ優勝（中国）アジアツアー最高クラスのステージレース
- 2012年
  - ジャラジャ マレーシア個人総合3位（マレーシア）
  - ツール ド シンカラ第6ステージ優勝（インドネシア）同大会2回目のステージ優勝を果たす。
- 2013年
  - ツアーオブ タイランド個人総合3位（タイ）
  - ツアーオブ コリア個人総合4位（韓国）
- 2014年
  - ツアーオブ タイランド個人総合優勝＆総合ポイント賞獲得（タイ）
  - ツール ド イーストジャワ第１ステージ優勝＆総合ポイント賞獲得（インドネシア）
- 2015年
  - アジア選手権に日本代表として出場（タイ）
  - ツアーオブ タイランド個人総合優勝（タイ）2連覇という偉業を達成した。

### キナンサイクリングチーム時代
- 2017年
  - キナンサイクリングチームへ移籍
  - 第51回 JBCF 東日本ロードクラシック 群馬大会 Day1(4月・群馬県)でJPROツアー初優勝。
  - 第52回全国都道府県対抗大会(2018年 福井しあわせ元気国体プレ大会・福井県大野市)に福井県代表としてロード競技に出場し地元優勝を果たす。
- 2018年
  - ツアーオブ タイランド(UCIアジアツアー2.1) 総合ポイント賞2位
  - 第1回 スリランカ T-CUP 2018(UCIアジアツアー2.2)第1ステージ優勝。最終日までリーダを守り個人総合優勝。総合ポイント賞2位。
  - 東海地区を中心に開催されているAACAカップで年間チャンピオンを獲得した。
- 2019年
  - ツールド台湾(UCIアジアツアー2.1) 総合ポイント賞優勝。アジア人選手としては宮澤崇史（2010年）以来の獲得となった。
  - 東海地区を中心に開催されているAACAカップで２年連続となる年間チャンピオンを獲得した。
- 2021年
  - 2022年シーズン限りで競技選手として引退することを発表。[2]

## 主な主催イベント
ファン感謝イベントを全国各地で開催している。
- ジーナカ蕎麦の会

　2008年から。ファンと共にそば打ち体験に参加するイベント。南青山291（福井県アンテナショップ）で開催。※2019年は三重県いなべ市
- ジーナカパンの会

　2009年から。感謝イベントとして自作のパンを振る舞うイベント。パンの店〜琥八（福井県鯖江市）にて。
- かっさいくるトレイン

　2013年に開催。北条鉄道（兵庫県加西市）の貸切サイクルトレイン＆沿線サイクリング。農家で摘み取ったイチゴを用いてゴール後にご当地オリジナルプロテインで乾杯。

## マラソン先導
- 菊花マラソン（福井県越前市 2011年〜）
- 鯖江つつじマラソン（福井県鯖江市 2017年）
- 花はす早朝マラソン（福井県南越前町 2017＆2019年）

## 結婚式
2017年に日本海側最大級のイベントホール、サンドーム福井（福井県越前市）で挙式を行った。（2015年に入籍）
人前式がイベントホールにて行われ、日本を代表する多くの選手が列席したことから模擬レースが実現した。披露宴では福井県にゆかりのある食事や引き出物が渡されるなど、地元色豊かな式になった。